# Communauté d'agglomération du Pays de Dreux
La communauté d'agglomération du Pays de Dreux est une communauté d'agglomération française qui occupe la partie eurélienne du Drouais et la partie nord du Thymerais. Son siège se situe dans le département d'Eure-et-Loir en région Centre-Val de Loire. Elle comporte néanmoins des communes du département de l'Eure (région Normandie).
Cette agglomération rassemble 81 communes et compte 116 484 habitants en 2022. C'est la première intercommunalité de la région Centre-Val de Loire par la superficie et la quatrième par la population.

## Historique
La création du nouvel établissement public de coopération intercommunale| (EPCI) est effectuée par arrêté conjoint du préfet d'Eure-et-Loir et du préfet de l'Eure le 3 avril 2013. La date d'effet de cette création est fixée au 1er janvier 2014. 
- 27 septembre 2002 : finalisation de la Charte de développement du Pays Drouais

Cette nouvelle entité réunit les communes du bassin de vie drouais dans une structure de coopération intercommunale unique, sur le périmètre du syndicat mixte du Pays Drouais créé en 1999, qui a été dissous lors de sa création. Le 27 septembre 2002, la charte de développement du Pays Drouais portée par le syndicat mixte du Pays Drouais est finalisée.
La communauté d'agglomération du Pays de Dreux résulte de la fusion de la communauté d'agglomération de Dreux agglomération avec les communautés de communes de Val d'Eure-et-Vesgre, des Villages du Drouais, du Val d'Avre, du Thymerais, du plateau de Brezolles et de l'intégration de la commune d'Ormoy.
En 2018, le périmètre évolue avec l'adhésion des communes de Louye, La Madeleine-de-Nonancourt, Rueil-la-Gadelière et Saint-Georges-Motel en provenance de la communauté de communes Interco Normandie Sud Eure et le départ de Mouettes, qui intègre la communauté d'agglomération Évreux Portes de Normandie,.

## Territoire communautaire

### Géographie
Située au nord du département d'Eure-et-Loir, la communauté d'agglomération du Pays de Dreux regroupe 81 communes et présente une superficie de 1 055,7 km2.

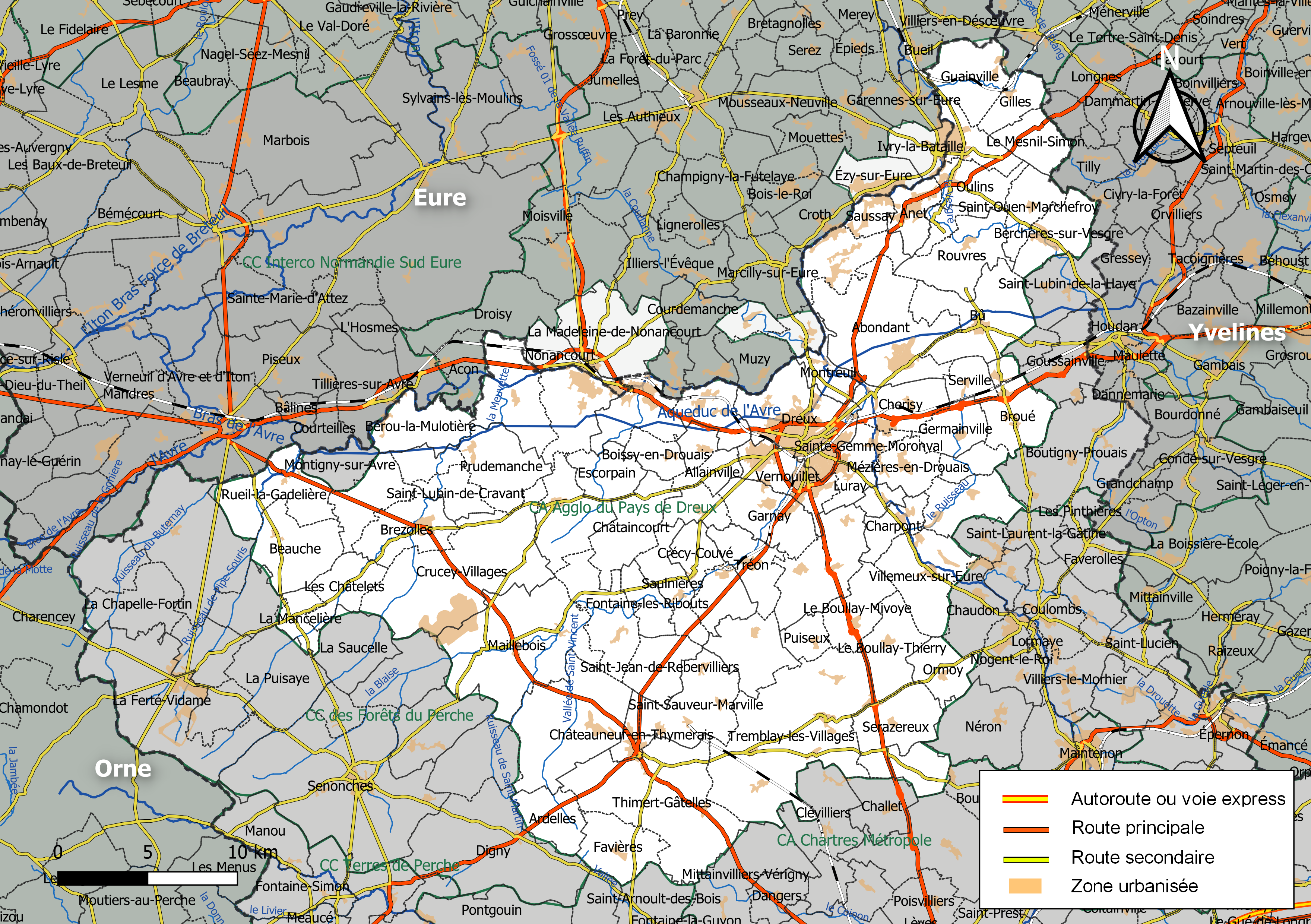
Carte de la communauté d'agglomération du Pays de Dreux au 1er janvier 2019.

### Composition

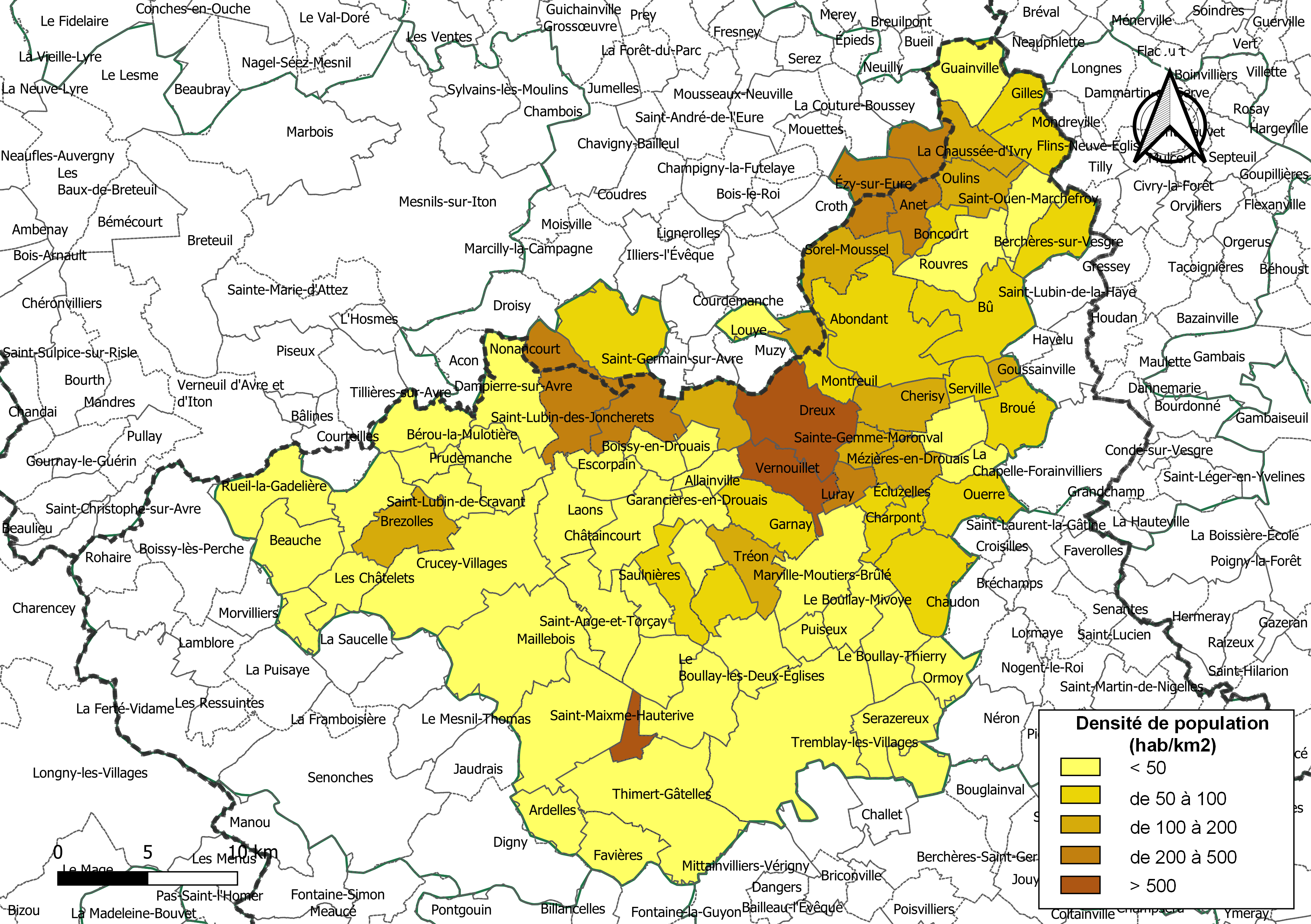
Carte des densités de population (millésimée 2016) des communes de la communauté d'agglomération du Pays de Dreux. Composition en communes au 1er janvier 2019.

La communauté d'agglomération est composée des 81 communes suivantes :
| Nom                           | Code Insee | Gentilé                     | Superficie (km2) | Population (dernière pop. légale) | Densité (hab./km2) |
| ----------------------------- | ---------- | --------------------------- | ---------------- | --------------------------------- | ------------------ |
| Dreux (siège)                 | 28134      | Drouais                     | 24,27            | 31 205 (2022)                     | 1 286              |
| Abondant                      | 28001      | Abondantais                 | 34,8             | 2 446 (2022)                      | 70                 |
| Allainville                   | 28003      | Allainvillois               | 5,28             | 153 (2022)                        | 29                 |
| Anet                          | 28007      | Anétais                     | 7,85             | 2 708 (2022)                      | 345                |
| Ardelles                      | 28008      | Ardellois                   | 10,4             | 210 (2022)                        | 20                 |
| Aunay-sous-Crécy              | 28014      | Aunaisiens                  | 8,45             | 659 (2022)                        | 78                 |
| Beauche                       | 28030      | Beauchois                   | 16,6             | 284 (2022)                        | 17                 |
| Berchères-sur-Vesgre          | 28036      | Berchériens                 | 11,99            | 855 (2022)                        | 71                 |
| Bérou-la-Mulotière            | 28037      | Béroutins                   | 13,2             | 345 (2022)                        | 26                 |
| Boissy-en-Drouais             | 28045      | Buxéens                     | 6,03             | 229 (2022)                        | 38                 |
| Boncourt                      | 28050      | Boncourtois                 | 3,71             | 283 (2022)                        | 76                 |
| Le Boullay-les-Deux-Églises   | 28053      |                             | 13,82            | 250 (2022)                        | 18                 |
| Le Boullay-Mivoye             | 28054      | Bétulois                    | 10,92            | 529 (2022)                        | 48                 |
| Le Boullay-Thierry            | 28055      |                             | 12,87            | 585 (2022)                        | 45                 |
| Brezolles                     | 28059      | Brézolliens                 | 14,23            | 1 796 (2022)                      | 126                |
| Broué                         | 28062      | Broutains                   | 12,03            | 859 (2022)                        | 71                 |
| Bû                            | 28064      | Buxois                      | 22,6             | 2 093 (2022)                      | 93                 |
| La Chapelle-Forainvilliers    | 28076      | Forains-Capellois           | 5,38             | 214 (2022)                        | 40                 |
| Charpont                      | 28082      | Charpontais                 | 7,12             | 638 (2022)                        | 90                 |
| Châtaincourt                  | 28087      | Châtaincourtois             | 14,82            | 227 (2022)                        | 15                 |
| Châteauneuf-en-Thymerais      | 28089      | Castelneuviens              | 4,07             | 2 632 (2022)                      | 647                |
| Les Châtelets                 | 28090      | Châteliens                  | 9,92             | 111 (2022)                        | 11                 |
| La Chaussée-d'Ivry            | 28096      | Chausséens                  | 8,39             | 1 307 (2022)                      | 156                |
| Cherisy                       | 28098      | Cherisiens                  | 12,38            | 1 857 (2022)                      | 150                |
| Crécy-Couvé                   | 28117      | Cressois                    | 6,65             | 263 (2022)                        | 40                 |
| Crucey-Villages               | 28120      | Crucéens                    | 43,97            | 467 (2022)                        | 11                 |
| Dampierre-sur-Avre            | 28124      | Dampierrois                 | 18,27            | 763 (2022)                        | 42                 |
| Écluzelles                    | 28136      | Écluzellois                 | 3,22             | 159 (2022)                        | 49                 |
| Escorpain                     | 28143      | Escorpinois                 | 9,42             | 234 (2022)                        | 25                 |
| Ézy-sur-Eure                  | 27230      | Ézéens                      | 8,92             | 3 653 (2022)                      | 410                |
| Favières                      | 28147      | Favièrois                   | 12,69            | 625 (2022)                        | 49                 |
| Fessanvilliers-Mattanvilliers | 28151      | Fessanvillierois            | 11,63            | 172 (2022)                        | 15                 |
| Fontaine-les-Ribouts          | 28155      |                             | 7,12             | 187 (2022)                        | 26                 |
| Garancières-en-Drouais        | 28170      | Garancièrois                | 6,46             | 283 (2022)                        | 44                 |
| Garnay                        | 28171      | Garnetais                   | 14,13            | 1 000 (2022)                      | 71                 |
| Germainville                  | 28178      | Germainvillois              | 8,67             | 345 (2022)                        | 40                 |
| Gilles                        | 28180      | Gillois                     | 7,26             | 503 (2022)                        | 69                 |
| Guainville                    | 28187      | Guainvillois                | 14,12            | 684 (2022)                        | 48                 |
| Ivry-la-Bataille              | 27355      | Ivryens                     | 7,76             | 2 640 (2022)                      | 340                |
| Laons                         | 28206      | Laonnais                    | 15,78            | 655 (2022)                        | 42                 |
| Louvilliers-en-Drouais        | 28216      |                             | 4,14             | 221 (2022)                        | 53                 |
| Louye                         | 27376      | Louyais                     | 5,2              | 215 (2022)                        | 41                 |
| Luray                         | 28223      | Luraysiens                  | 4,46             | 1 570 (2022)                      | 352                |
| La Madeleine-de-Nonancourt    | 27378      | Madeleinois                 | 22,61            | 1 160 (2022)                      | 51                 |
| Maillebois                    | 28226      | Mailleboisiens              | 41               | 926 (2022)                        | 23                 |
| La Mancelière                 | 28231      | Mancelièriens               | 5,9              | 152 (2022)                        | 26                 |
| Marchezais                    | 28235      | Marcherois                  | 2,19             | 408 (2022)                        | 186                |
| Marville-Moutiers-Brûlé       | 28239      | Marvillois                  | 20,24            | 1 027 (2022)                      | 51                 |
| Le Mesnil-Simon               | 28247      |                             | 9,17             | 569 (2022)                        | 62                 |
| Mézières-en-Drouais           | 28251      | Macériens                   | 8,4              | 1 057 (2022)                      | 126                |
| Montreuil                     | 28267      | Montreuillois               | 6,21             | 530 (2022)                        | 85                 |
| Nonancourt                    | 27438      | Nonancourtois               | 7,21             | 2 300 (2022)                      | 319                |
| Ormoy                         | 28289      | Ulméens                     | 9,04             | 224 (2022)                        | 25                 |
| Ouerre                        | 28292      | Oréens                      | 12,73            | 785 (2022)                        | 62                 |
| Oulins                        | 28293      | Oulinois                    | 10,08            | 1 221 (2022)                      | 121                |
| Prudemanche                   | 28308      | Prudemanchois               | 15,43            | 264 (2022)                        | 17                 |
| Puiseux                       | 28312      |                             | 5,22             | 133 (2022)                        | 25                 |
| Revercourt                    | 28315      |                             | 5,53             | 25 (2022)                         | 4,5                |
| Rouvres                       | 28321      | Rouvrais                    | 16,24            | 818 (2022)                        | 50                 |
| Rueil-la-Gadelière            | 28322      | Rueillois                   | 18,44            | 469 (2022)                        | 25                 |
| Saint-Ange-et-Torçay          | 28323      |                             | 16,61            | 284 (2022)                        | 17                 |
| Saint-Georges-Motel           | 27543      |                             | 4,97             | 880 (2022)                        | 177                |
| Saint-Jean-de-Rebervilliers   | 28341      | Rebervillains               | 11,03            | 243 (2022)                        | 22                 |
| Saint-Lubin-de-Cravant        | 28346      | Saint-Lubinois              | 6,93             | 55 (2022)                         | 7,9                |
| Saint-Lubin-des-Joncherets    | 28348      | Lubinois                    | 14,46            | 4 129 (2022)                      | 286                |
| Saint-Maixme-Hauterive        | 28351      |                             | 31,95            | 410 (2022)                        | 13                 |
| Saint-Ouen-Marchefroy         | 28355      |                             | 9,21             | 293 (2022)                        | 32                 |
| Saint-Rémy-sur-Avre           | 28359      | Rémois                      | 13,05            | 4 065 (2022)                      | 311                |
| Saint-Sauveur-Marville        | 28360      |                             | 18,84            | 927 (2022)                        | 49                 |
| Sainte-Gemme-Moronval         | 28332      | Sainte-Gemmois-Moronvaliens | 5,46             | 1 158 (2022)                      | 212                |
| Saulnières                    | 28369      | Saulniérois                 | 10,65            | 772 (2022)                        | 72                 |
| Saussay                       | 28371      | Saussayais                  | 4,59             | 1 090 (2022)                      | 237                |
| Serazereux                    | 28374      |                             | 15,58            | 538 (2022)                        | 35                 |
| Serville                      | 28375      | Servillois                  | 5,62             | 362 (2022)                        | 64                 |
| Sorel-Moussel                 | 28377      | Soreliens                   | 12,8             | 1 782 (2022)                      | 139                |
| Thimert-Gâtelles              | 28386      | Thimerois                   | 42,67            | 1 240 (2022)                      | 29                 |
| Tremblay-les-Villages         | 28393      | Tremblaisiens               | 63,31            | 2 208 (2022)                      | 35                 |
| Tréon                         | 28394      | Tréonnais                   | 10,93            | 1 448 (2022)                      | 132                |
| Vernouillet                   | 28404      | Vernolitains                | 12,11            | 12 491 (2022)                     | 1 031              |
| Vert-en-Drouais               | 28405      | Verdurocasses               | 9,7              | 1 119 (2022)                      | 115                |
| Villemeux-sur-Eure            | 28415      | Villemeusiens               | 18,59            | 1 808 (2022)                      | 97                 |

### Démographie
| 1968   | 1975   | 1982   | 1990    | 1999    | 2006    | 2011    | 2016    | 2022    |
| ------ | ------ | ------ | ------- | ------- | ------- | ------- | ------- | ------- |
| 71 384 | 83 616 | 93 453 | 107 223 | 107 341 | 112 038 | 112 757 | 115 092 | 116 484 |

## Administration

### Siège
Le siège de la communauté d'agglomération est situé à Dreux. Celle-ci compte également six accueils de proximité ouverts au public, répartis sur l’ensemble de son territoire.

### Les élus

#### Le Conseil communautaire
Organe délibérant de l’agglomération, le conseil communautaire de la communauté d'agglomération se compose de 123 conseillers, représentant chacune des communes membres et élus pour une durée de six ans.
Ils sont répartis comme suit :
| Nombre de conseillers | Communes                                                      |
| --------------------- | ------------------------------------------------------------- |
| 25                    | Dreux                                                         |
| 10                    | Vernouillet                                                   |
| 3                     | Ézy-sur-Eure, Saint-Lubin-des-Joncherets, Saint-Rémy-sur-Avre |
| 2                     | Anet, Châteauneuf-en-Thymerais, Ivry-la-Bataille              |
| 1 (+1 suppléant)      | les 73 autres communes                                        |

#### Le Conseil des Maires
Le Conseil des Maires est une instance non-statutaire voulu par les maires lors de la création de la communauté.
Tous les maires y siègent sur le principe : un maire = une voix, quelle que soit l'importance de la commune.
Les maires y débattent des grandes orientations stratégiques de la politique intercommunale, à la recherche du plus large consensus.
Il est aussi le garant de l'équilibre entre les différents territoires qui composent l'agglomération.

### Le bureau exécutif
Le bureau de l'agglomération est élu parmi les 123 conseillers communautaires représentant les 81 communes membres. Il compte 26 membres, à savoir le président, 15 Vice-présidents et 10 membres délégués. Son rôle est de mettre en œuvre les délibérations prises par le conseil communautaire.
| Période                                  | Période  | Identité          | Étiquette | Qualité |
| ---------------------------------------- | -------- | ----------------- | --------- | --- |
| 2014                                     | 2020     | Gérard Hamel      | LR        | Maire de Dreux (1995 → 2020) |
| 2020                                     | En cours | Gérard Sourisseau | LR        | Conseiller départemental d'Eure-et-Loir (canton de Saint-Lubin-des-Joncherets) (2015 → 2021) Vice-président du conseil départemental d'Eure-et-Loir |
| Les données manquantes sont à compléter. |          |                   |           | |

#### Vice-présidents (2020-2026)
- Pierre-Frédéric Billet, 1er vice-président chargé de l'Attractivité du Territoire par le Développement Économique
- Patrick Riehl, 2e vice-président chargé des finances
- Christelle Minard, 3e vice-présidente chargée de l'attractivité du Territoire par les filières Touristiques et Agricole, du Développement Rural, des Contractualisations et de la Transition Écologique
- Damien Stepho, 4e vice-président chargé de l'Attractivité du Territoire par les filières Sportive et Culturelle
- Loïc Barbier, 5e vice-président chargé de la Collecte et de la Valorisation des Déchets
- Éric Aubry, 6e vice-président chargé des Mobilités et de la Commande publique
- Nathalie Milward, 7e vice-présidente chargée de l'Enfance, de la Jeunesse et de la Famille
- Caroline Vabre, 8e vice-présidente chargée des Ressources Humaines
- Jérôme Depondt, 9e vice-président chargé de la vie Institutionnelle, des Affaires Juridiques et de la Communication Institutionnelle
- Pascal Lepetit, 10e vice-président chargé de l'Eau, de la Gestion des Milieux Aquatiques et de la prévention des Inondations
- Sebastien Leroux, 11e Vice-président chargé de la Cohésion Sociale, de l'Habitat et du Nouveau Programme National de Renouvellement Urbain
- Emmanuelle Bonhomme, 12e vice-présidente chargée de l'Appui aux communes et des Mutualisations
- Pierre Leportier, 13e vice-président chargé de l'Assainissement et des Contractualisations Eure et Normandie
- Talal Abdelkader, 14e vice-président chargé de l'étude d'un Projet Territorial de Santé (maillage du territoire en offre de soins)
- Jean-Louis Raffin, 15e vice-président chargé de l'emploi, de la Formation, de l'insertion et du Numérique

### Compétences
Compétences générales 
- Développement économique
- Aménagement de l'espace
- Équilibre social de l'habitat
- Politique de la ville

Les services du quotidien
- Collecte des déchets avec le développement d’éco-gestes.
- Tri sélectif innovant et performant avec le centre Natriel.
- Production d’eau potable.
- Assainissement moderne pour protéger l’environnement.
- Transports urbains, scolaires, à la demande et pour personnes à mobilité réduite.

Des missions en plus
- Renforcement de l’attractivité et de la compétitivité du bassin drouais.
- Perspective de développer de nouveaux services structurants (transports en commun, fibre optique...)
- Mise en valeur du patrimoine naturel.
- Accès aux équipements communautaires (Médiathèque, Conservatoire, Atelier à spectacle, Maison des Espaces Naturels...)

### Régime fiscal et budget
Le régime fiscal de la communauté d'agglomération est la fiscalité professionnelle unique (FPU).

## Projets et réalisations

Réalisations de la communauté d'agglomération de Dreux
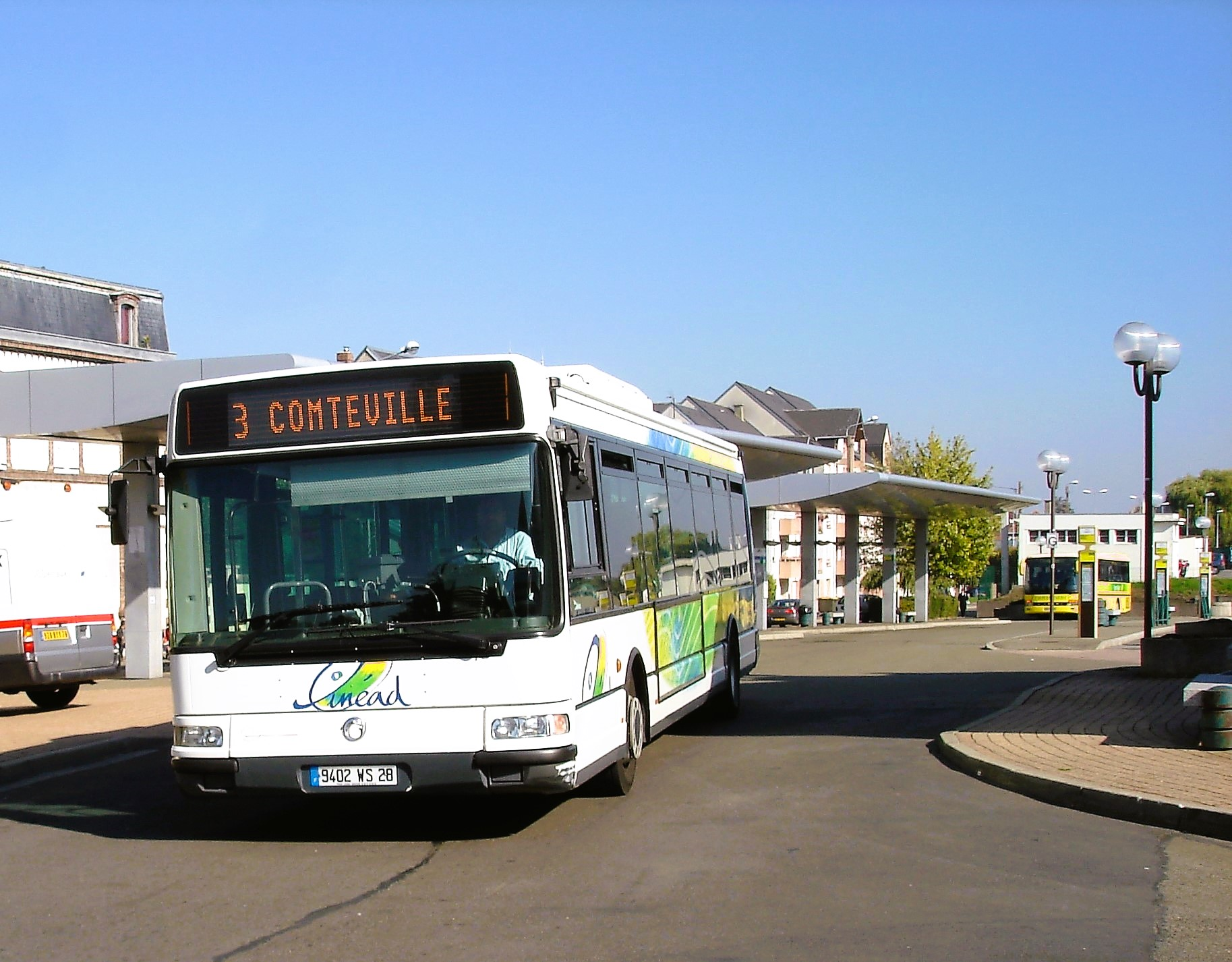
Réseau de bus Linéad.
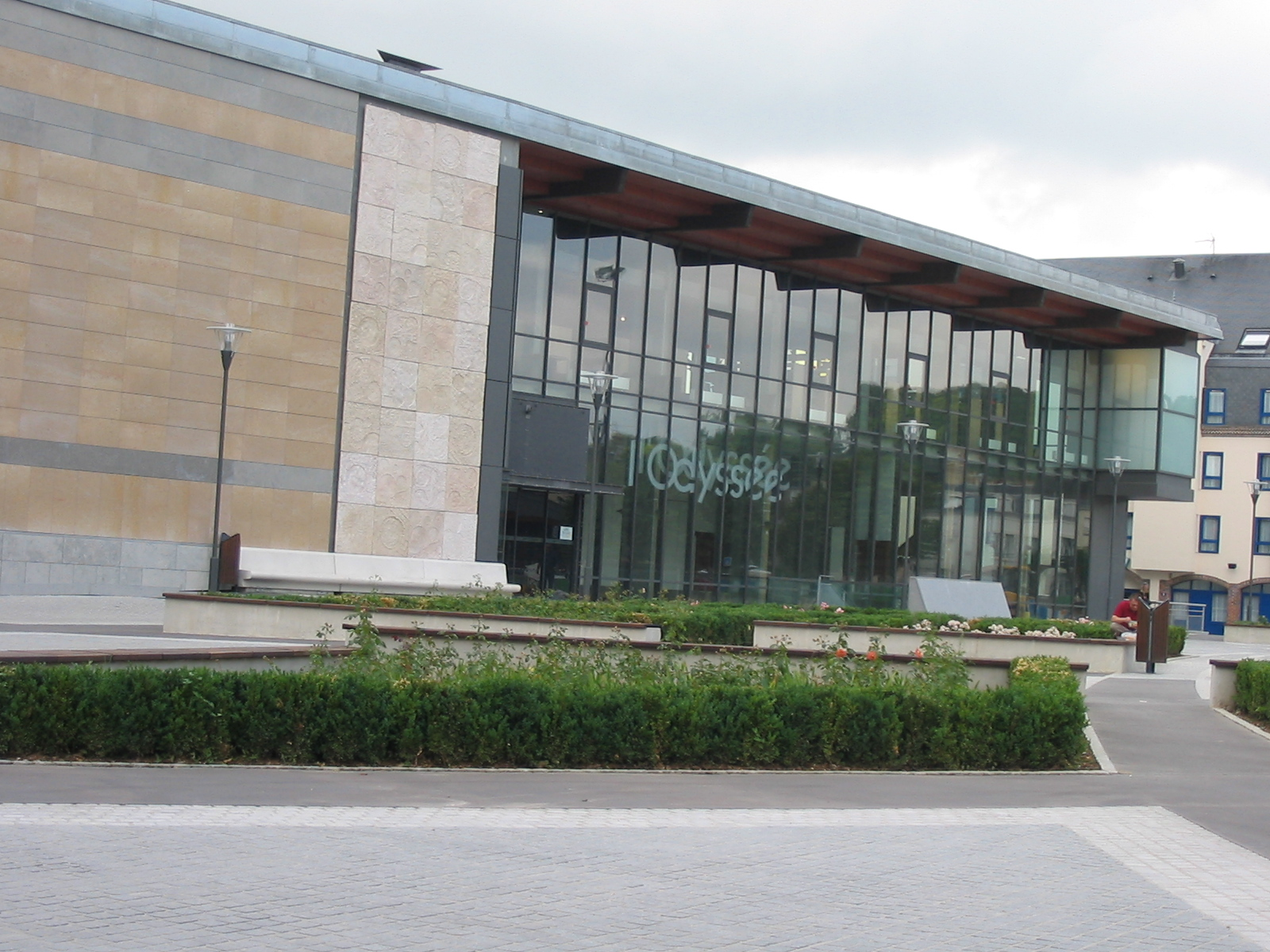
Centre culturel l'Odyssée, médiathèque et conservatoire.
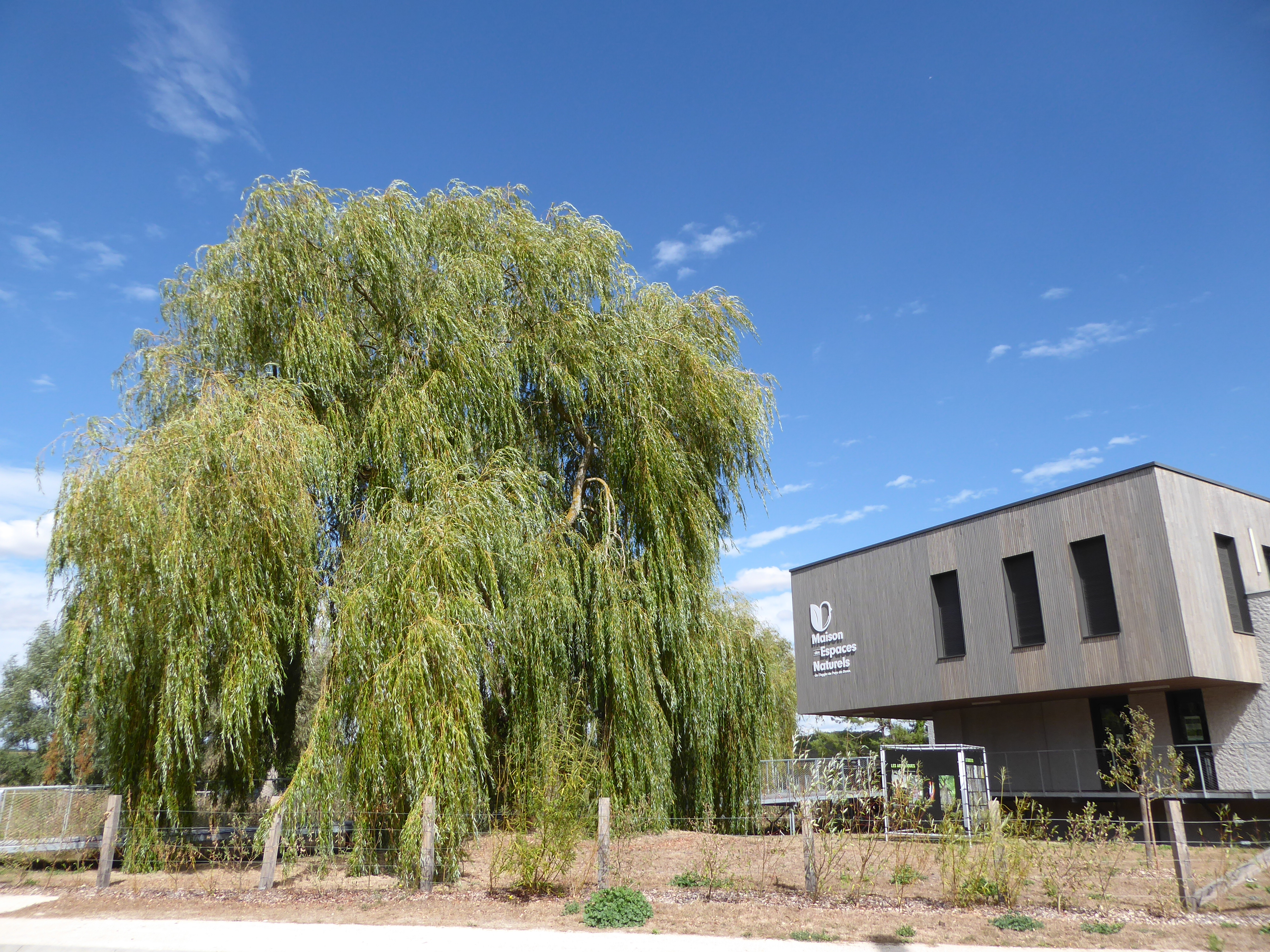
Maison des Espaces Naturels d'Écluzelles.